# LATAM Argentina
LAN Argentina (mã IATA = 4M, mã ICAO = DSM) là hãng hàng không, trụ sở ở Buenos Aires, Argentina. LAN Argentina là hãng phụ thuộc của LAN Airlines. Hãng có các tuyến đường quốc nội và quốc tế. Căn cứ chính của hãng ở Aeroparque Jorge Newbery, Buenos Aires.

## Lịch sử
Trước khi được LAN Airlines của Chile mua và đổi tên thành LAN Argentina, thì hãng mang tên Aero 2000. Hãng là hội viên của Liên minh Oneworld từ ngày 1.4.2007. Hiện nay hãng do LAN Airlines sở hữu 70% và các nhà đầu tư Argentina 30%.

## Các nơi đến
- Argentina
  - Buenos Aires
  - Chubut
    - Comodoro Rivadavia

  - Córdoba
  - Mendoza
  - Misiones
    - Puerto Iguazú

  - Neuquén (bắt đầu từ 15.7.2008)
  - Río Negro
    - San Carlos de Bariloche

  - Salta
  - San Juan (bắt đầu từ tháng 7/2008)[liên kết hỏng]
  - San Miguel de Tucumán
  - Santa Cruz
    - El Calafate
    - Río Gallegos
- Brasil
  - Florianópolis
  - São Paulo
- Chile
  - Santiago
- Peru
  - Lima
- Cộng hòa Dominican
  - Punta Cana
- Hoa Kỳ
  - Miami
  - New York
- Tây Ban Nha
  - Madrid

## Đội máy bay
(Tháng 7/2008):
- 7 Airbus A320-200
- 0 Airbus A340-300 (1 đặt mua)
- 2 Boeing 767-300ER